# 先知撒母耳

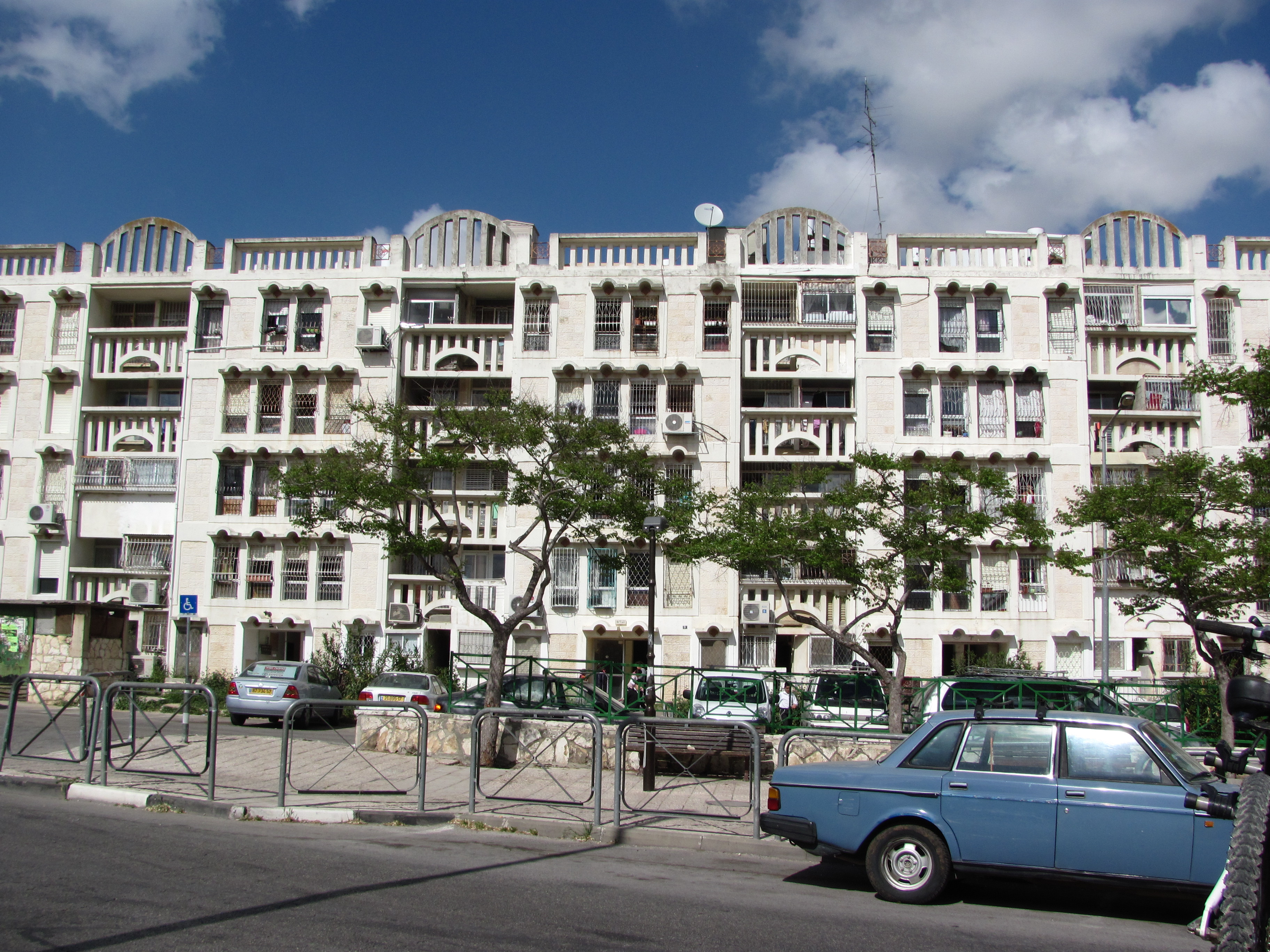

先知撒母耳 (希伯來語：‎, "Shmuel HaNavi") 是耶路撒冷中部的一个社区。它北到Sanhedria Cemetery，东到Maalot Dafna，南到Arzei HaBira，西到Bukharim。
它得名于先知撒母耳街，这条街经过社区的西侧，是通往耶路撒冷城外先知撒母耳墓的主要道路。

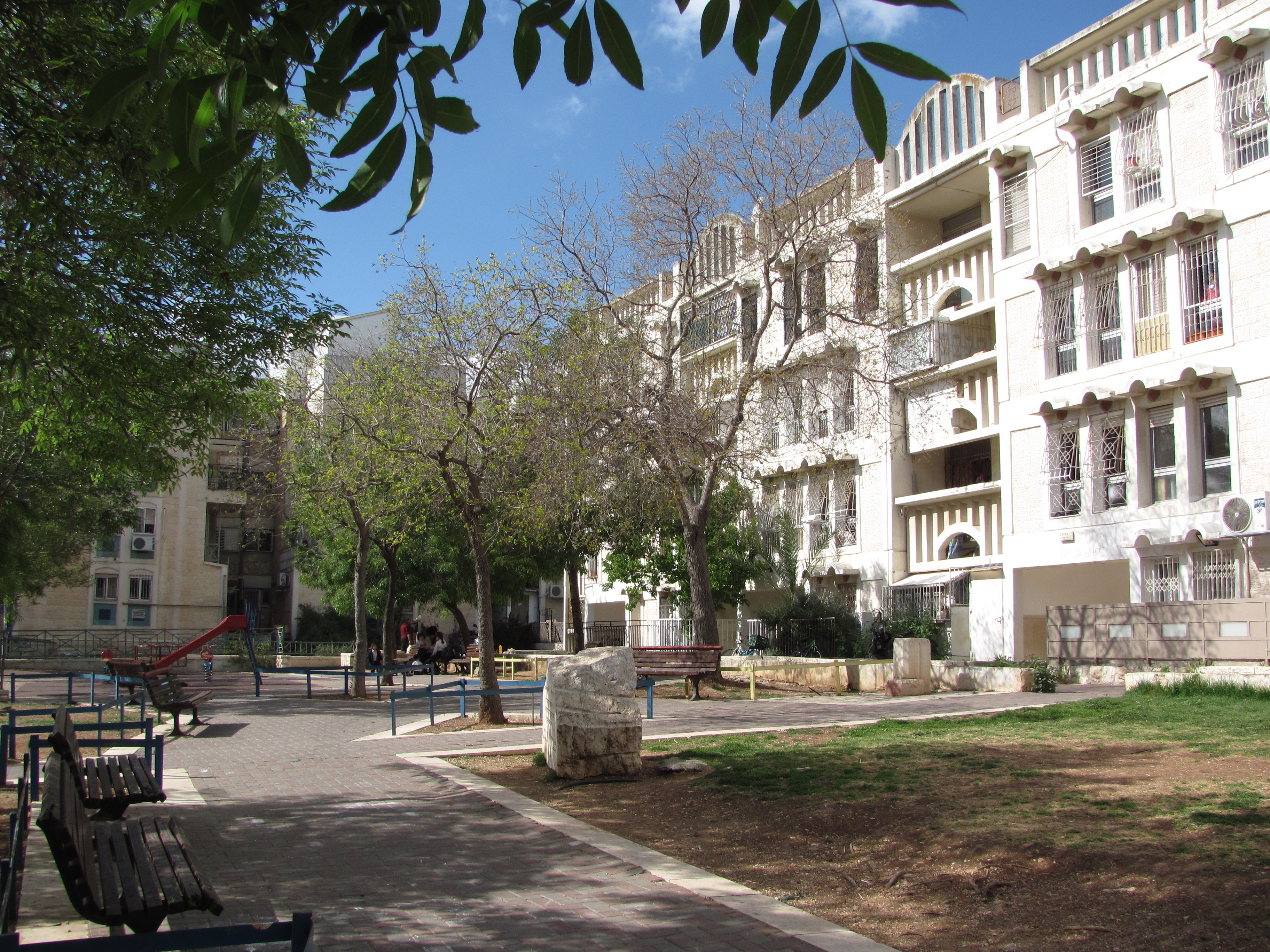

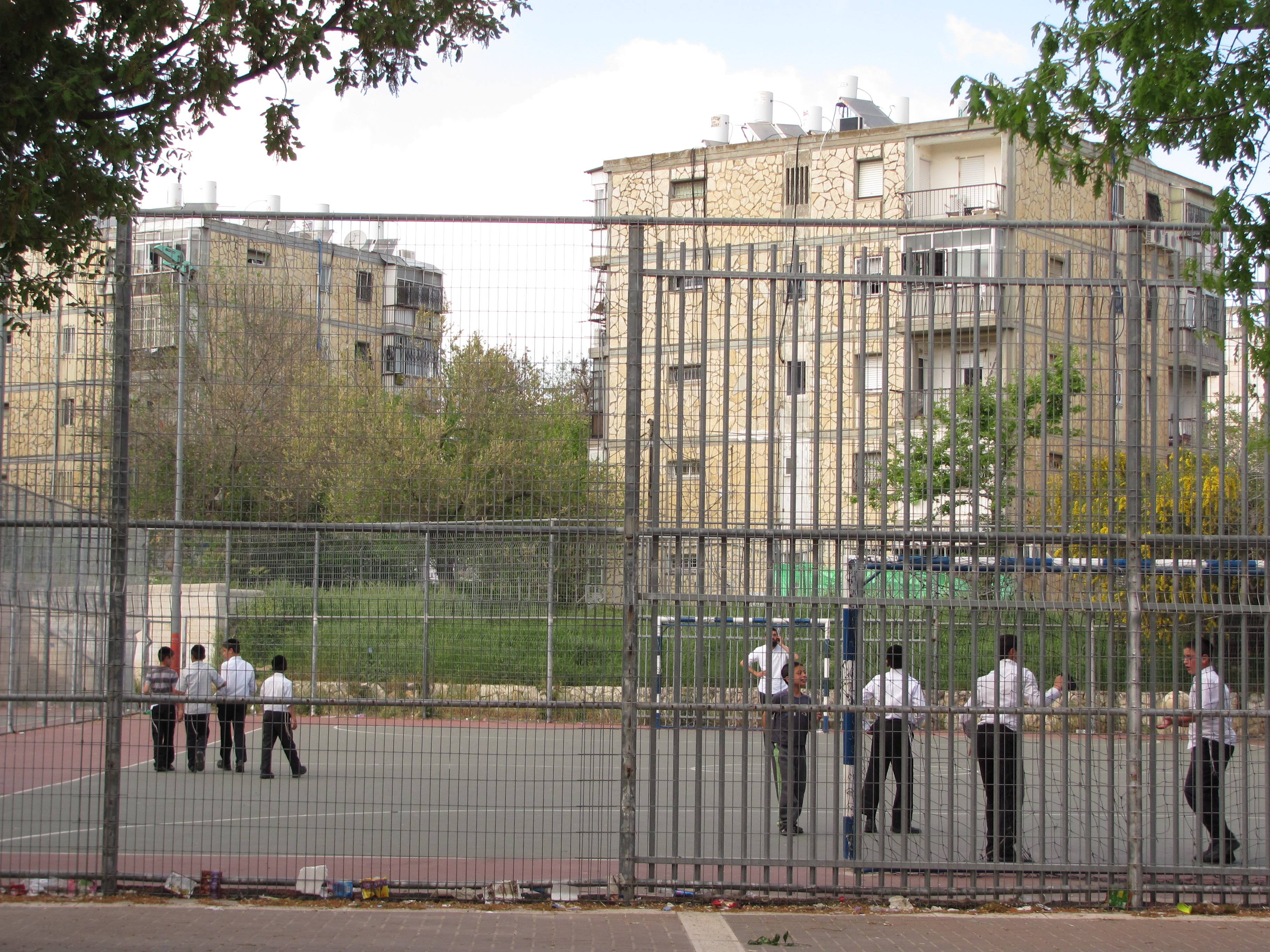